# Hessisch Oldendorf
Hessisch Oldendorf is een stad in de Duitse deelstaat Nedersaksen, en ligt aan de rivier de Wezer aan de ingang van het Wezerbergland, op circa 15 kilometer afstand van Hamelen (de 'rattenvangerstad') . In het noorden wordt de stad begrensd door de 450 meter hoge Süntel uit het Wezergebergte, in het zuidwesten door een 350 m hoge bergrug met de Taubenberg en Rumbeckerberg.
Hessisch Oldendorf ligt op een kruispunt van regionale en doorgaande wegen. De stad in het Landkreis Hamelen-Pyrmont telt 18.190 inwoners.

## Stadsdelen en bevolkingscijfers
- Hessisch Oldendorf – kernstad (1; 5.517 inwoners)
- Großenwieden – incl. Kleinenwieden (2; 906 inw.)
- Rohdental – bestaande uit de dorpen en gehuchten Rohden, Segelhorst en Welsede (3; 1.636 inw.)
- Hohenstein – bestaande uit de dorpen en gehuchten Barksen, Krückeberg, Langenfeld, Wickbolsen en Zersen (4; 1.318 inw.)
- Süntel – bestaande uit de dorpen en gehuchten Bensen, Haddessen, Höfingen en Pötzen (5; 1.448 inw.)
- Fischbeck – bestaande uit de dorpen en gehuchten  Stift Fischbeck en Weibeck (6; 3.540 inw.)
- Sonnental – bestaande uit de dorpen en gehuchten Friedrichsburg, Friedrichshagen, Fuhlen, Heßlingen en Rumbeck (7; 2.639 inw.)
- Hemeringen/Lachem – bestaande uit de dorpen en gehuchten Hemeringen en Lachem (8; 1.655 inw.).

De stadsdelen 1 t/m 6 liggen aan de noordkant (rechteroever) van de Wezer; de nrs. 7 en 8 aan de zuidkant. De verkeersbrug over de Wezer ligt in de regionale weg tussen Fuhlen en de stad Hessisch-Oldendorf.

### Aan de gemeentewebsite ontleende gegevens per plaats
- Stadsdeel nr: zie boven: 4 betekent dus: behoort tot Hohenstein.
- Afstand: Afstand in kilometers tot het station in Hessisch Oldendorf.
- Richting: Vanuit het station in Hessisch Oldendorf.

8,4 W betekent dus, dat het dorp 8,4 kilometer ten westen van het station in Hessisch Oldendorf ligt.
| Stadsdeel- nr. | Naam                        | Afstand (km) | Richting | Aantal inwoners |
| -------------- | --------------------------- | ------------ | -------- | --------------- |
| 1              | Hessisch Oldendorf (stad)   | 0            | Centraal | 5.517           |
| 2              | Großenwieden                | 6,0          | W        | 813             |
| 2              | Kleinenwieden               | 8,4          | W        | 93              |
| 3              | Rohden                      | 4,4          | N        | 656             |
| 3              | Segelhorst                  | 3,2          | N        | 491             |
| 3              | Welsede                     | 3,1          | NW       | 489             |
| 4              | Barksen                     | 3,3          | NO       | 472             |
| 4              | Zersen                      | 4,5          | NO       | 309             |
| 4              | Krückeberg                  | 3,5          | O        | 283             |
| 4              | Langenfeld                  | 8,4          | N        | 178             |
| 4              | Wickbolsen                  | 4,8          | ONO      | 76              |
| 5              | Pötzen                      | 8,3          | OZO      | 445             |
| 5              | Bensen                      | 6,8          | ONO      | 350             |
| 5              | Höfingen                    | 6,2          | O        | 332             |
| 5              | Haddessen                   | 8,2          | O        | 321             |
| 6              | Fischbeck                   | 6,2          | ZO       | 3.129           |
| 6              | Weibeck                     | 3,1          | NW       | 411             |
| 7              | Fuhlen incl. Brüggeanger    | 2,5          | Z        | 791             |
| 7              | Rumbeck                     | 6,1          | ZW       | 682             |
| 7              | Heßlingen                   | 4,5          | Z        | 665             |
| 7              | Friedrichshagen             | 5,5          | Z        | 386             |
| 7              | Friedrichsburg              | 7,8          | ZW       | 115             |
| 8              | Hemeringen incl. Wahrendahl | 5,0-8,1      | Z        | 1.349           |
| 8              | Lachem                      | 5,8          | ZZO      | 306             |
|                | Totaal:                     | -            | -        | 18.659          |

Een peildatum van het aantal inwoners is niet vermeld. Ook is niet vermeld, of in het bevolkingscijfer tweede-woningbezitters of tijdelijk verblijvende asielzoekers zijn inbegrepen of niet.

## Infrastructuur

### Wegverkeer
Hessisch Oldendorf ligt op een kruispunt van regionale en doorgaande wegen. De belangrijkste verkeersader is de Bundesstraße 83, die de Wezer volgt, en als autoweg langs Hessisch Oldendorf en Fischbeck loopt. Afrit 36 (Rehren, gemeente Auetal) van de Autobahn A2 ligt circa 10 km ten noorden van het stadje.

### Openbaar vervoer
Hessisch Oldendorf heeft een station aan de spoorlijn Elze - Löhne. Verder rijden er bussen naar de aangrenzende gemeentes en terug, waarvan sommige met lage frequenties. De bus naar Hamelen v.v. rijdt op werkdagen overdag ieder uur.

## Geschiedenis, economie

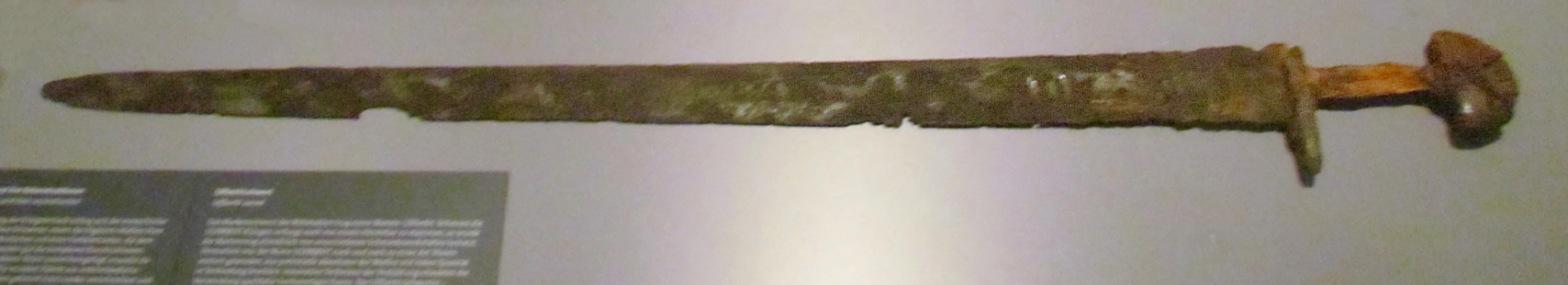
Zwaard van Großenwieden
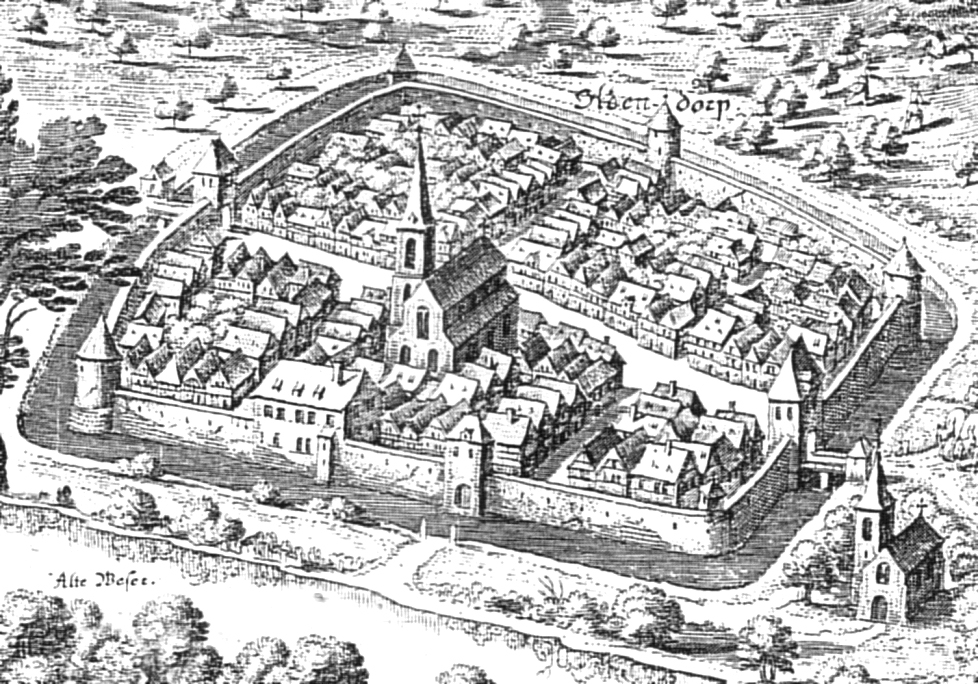
Hessisch Oldendorf, prent uit 1633

In 2012 is bij baggerwerk langs de Wezer bij Großenwieden een, ten tijde van zijn vervaardiging kostbaar, stalen 10e-eeuws zgn. Ulfberht-zwaard gevonden. Na restauratie is het wapen opgenomen in de collectie van het Niedersächsische Landesmuseum te Hannover.
De stad Oldendorf is in de 13e eeuw gesticht door Adolf IV, Graaf van Schaumburg. Het stadje had reeds vroeg een Latijnse school met een goede reputatie; ze wordt in 1407 in een document als gymnasium vermeld, en zal in de 17e eeuw wellicht connecties gehad hebben met de universiteit van het naburige Rinteln.
In de 16e eeuw was  Hessisch Oldendorf een ten dele ommuurd stadje met daarin enige Burgmannshöfe. Dat zijn grote, doorgaans stenen huizen van Burgmannen of ministerialen, die namens de landheer toezicht hielden op o.a. de verdediging van stad en streek tegen vijanden en roversbendes. Een Burgmann behoorde meestal tot de lage adel. De Munchhausenhof ontwikkelde zich later tot een echt kasteeltje, zie afbeeldingen.
Eind juni en begin juli 1633, tijdens de Dertigjarige Oorlog, vond er vlak buiten het stadje een grote veldslag plaats tussen 30.000 man katholieke keizerlijke en door hertog George van Brunswijk-Calenberg geleide Zweedse en andere protestantse troepen uit Schaumburg, waarbij 8.000 doden vielen. De slag eindigde in het voordeel van de protestantse troepen waardoor het graafschap Schaumburg protestants bleef. In 1639 werd Hessisch Oldendorf door een grote stadsbrand grotendeels verwoest.
Na de dood van de Graaf van Schaumburg werd zijn graafschap in drie stukken verdeeld. Oldendorf werd samen met Rinteln ondergebracht in het Graafschap Hessen-Kassel. Dit gebied was een vrij ver noordelijk van de rest van dit graafschap verwijderde exclave; nog altijd ligt de plaats tamelijk ver ten noorden van de huidige deelstaat Hessen. Vanaf 1905 veranderde de naam in Hessisch Oldendorf, dit om onderscheid te maken met Preußisch Oldendorf in de deelstaat Noordrijn-Westfalen.
Historisch en cultureel belangrijk is ook het Stift Fischbeck met zijn fraaie stichtskerk.
Het wapenschild van de stad bestaat uit een rode achtergrond waarop een wit blad met 3 witte zwaarden. Daarboven een gele achtergrond met 3 rode sterren Deze zwaarden en sterren symboliseren de driedeling van het graafschap Schaumburg.
Vanaf het begin van de 20e eeuw tot in de jaren 1970 was er in Hessisch Oldendorf een grote fabriek van kinderschoenen gevestigd, die na haar faillissement rond 1991 gesloopt is. De economie van de gemeente wordt gekenmerkt door (fiets-)toerisme en door allerlei midden- en kleinbedrijf in uiteenlopende branches. Grote fabrieken ontbreken. Ook de land- en bosbouw is van ondergeschikt belang.

### Nederlandse invloed
Als gevolg van de Koude Oorlog en de verplichtingen die Nederland met de NAVO was aangegaan werden vanaf 1960 Nederlandse luchtmachteenheden gestationeerd in West-Duitsland. De Vierde Groep Geleide Wapens (4GGW), werd in oktober 1963 opgericht en kreeg als standplaats Hessisch Oldendorf toegewezen. Hierdoor werd het stadje geconfronteerd met de komst van 1800 Nederlandse militairen. Hoewel een deel op het kamp was gehuisvest vestigden zich veel militairen met hun gezin in Hessisch Oldendorf en directe omgeving. De stad sprong hier op in en bouwde een Nederlandse wijk 'de Keukenhof'. 4GGW bestond uit een hoofdkwartier met 4 operationele squadrons (sqn). Deze waren uitgerust met het conventionele MIM-23 Hawk luchtdoelafweersysteem specifiek ter bestrijding van laag inkomende luchtdoelen.
- Het Groeps Legerings Kamp stond samen met de Nederlandse wijk ‘de Keukenhof’ in Hessisch Oldendorf.
- 420 sqn stond op de locatie Barsinghausen
- 421 sqn Bad Műnder
- 422 sqn Goldbeck
- 423 sqn Reinsdorf

Als gevolg van bezuinigingen werd in juli 1975 de gehele Vierde Groep Geleide Wapens opgeheven waarna de beschikbaar gekomen Hawks werden teruggetrokken naar Nederland en de Nederlandse militairen vertrokken. De kazerne is daarna van 1976 tot 1991 bij de US Air Force als radarpost in gebruik geweest. Na het einde van de Koude Oorlog trokken ook de Amerikaanse militairen weg. De kazerne werd vervolgens nog enige jaren als noodopvang voor vluchtelingen en asielzoekers gebruikt. Daarna is het complex gesloopt, om plaats te maken voor een nieuwe woonwijk.

## Bezienswaardigheden
- In het omringende Wezergebergte is het goed wandelen en fietsen (vanuit Hessisch Oldendorf kan men enige meerdaagse fietsroutes volgen).
- De Stiftskirche Fischbeck, de kerk van het voormalige klooster Stift Fischbeck. In de kerk hangt een bekend geworden wandtapijt.
- Eveneens bezienswaardig is de evangelisch-lutherse St. Mattheüskerk (St. Matthaei) te Großenwieden. De kerk dateert uit de 13e eeuw en werd in 1927 ingrijpend verbouwd, waarbij ook glasschilderingen zijn aangebracht.
- De rotsformatie Hohenstein, een 40 meter hoge loodrechte kalksteenwand uit het Jura-tijdperk.
- De Schillathőhle, een pas in 1992 ontdekt druipsteengrottenstelsel, nabij Langenfeld.
- De waterval Langenfelder Wasserfall, deze ligt iets ten noorden van de druipsteengrot en heeft een niveauverschil van 15 meter.
- Schloss Schaumburg, gelegen op de 250 m hoge Nesselberg.
- Enige oude vakwerkhuizen sieren het stadsbeeld, vooral in de Lange Straße.
- Kasteel Münchhausen-Hof: park en tuin zijn toegankelijk; het kasteel en de bijgebouwen zelf niet.
- In Hessisch Oldendorf zijn door liefhebbers van auto's van het merk Volkswagen kleine particuliere, beperkt geopende, musea gesticht met deze auto's als thema, met name de Kever en VW-busjes.

## Afbeeldingen

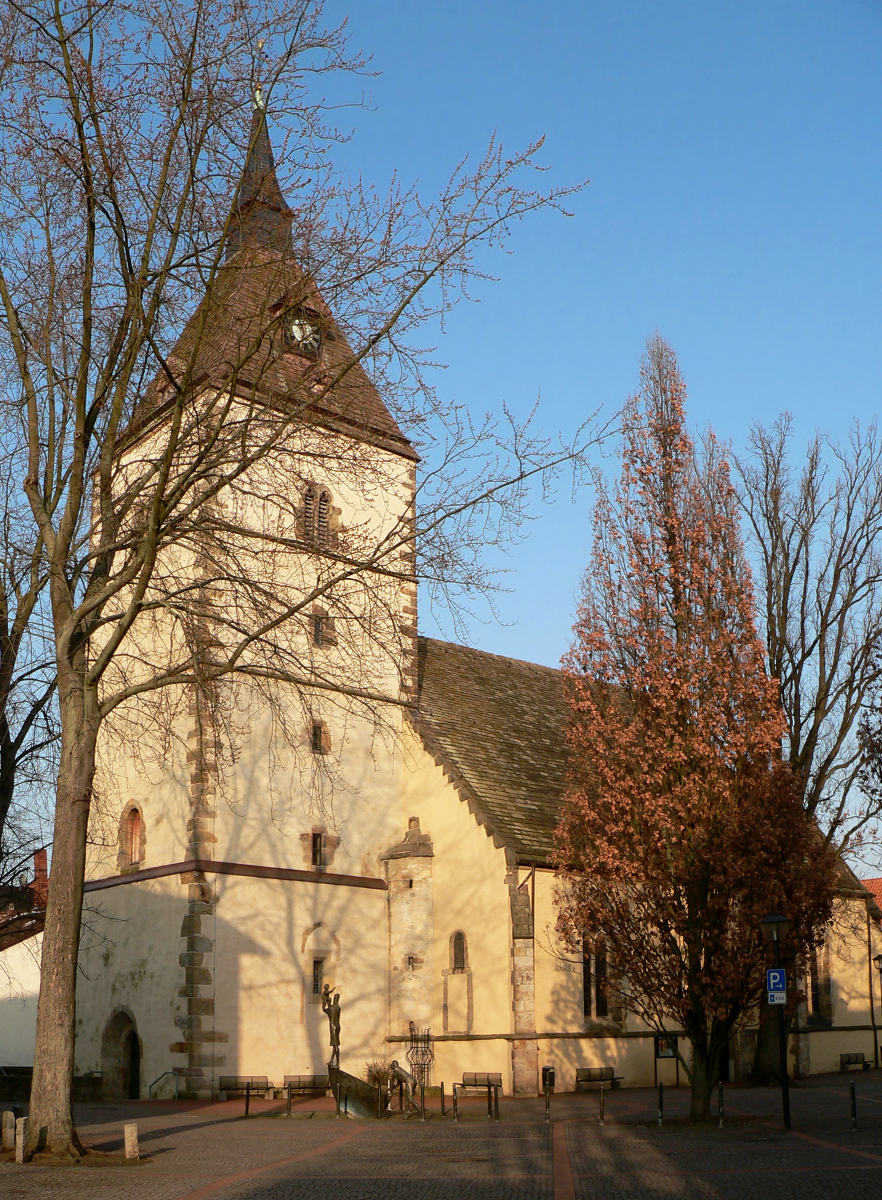
Evang.-lutherse Mariakerk (13e eeuw), Hessisch Oldendorf
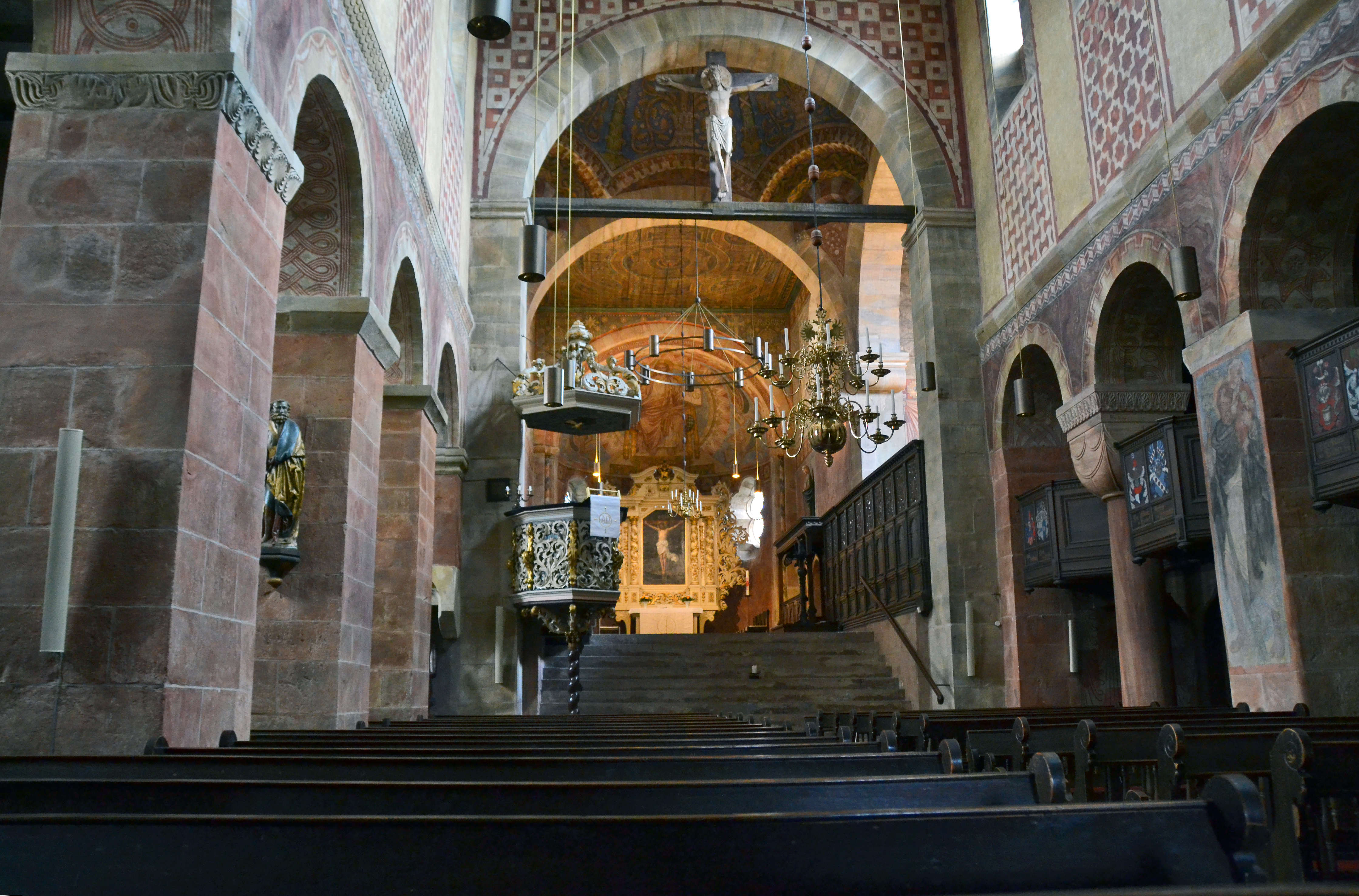
Interieur stichtskerk Fischbeck
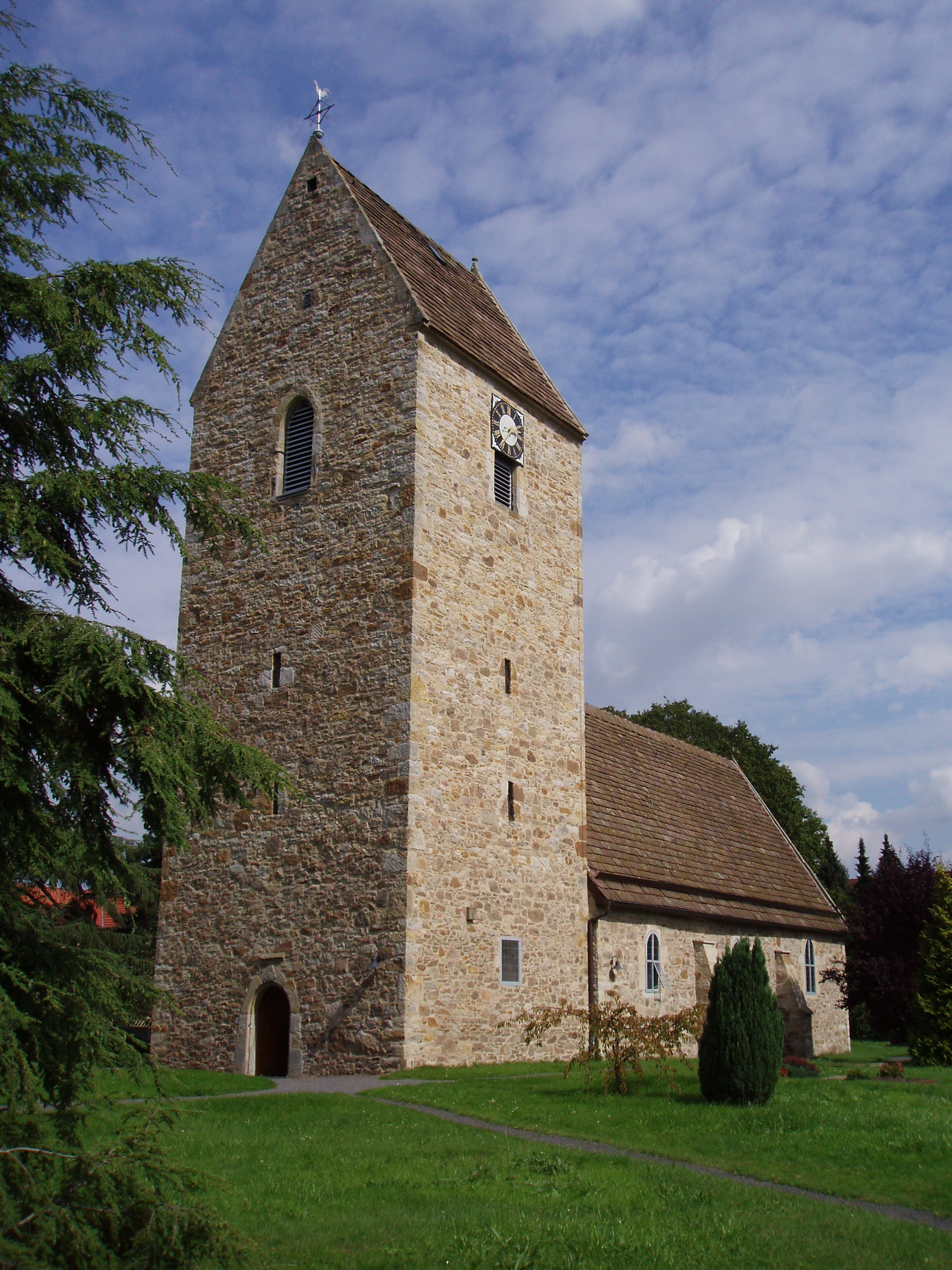
St. Mattheüskerk, Großenwieden
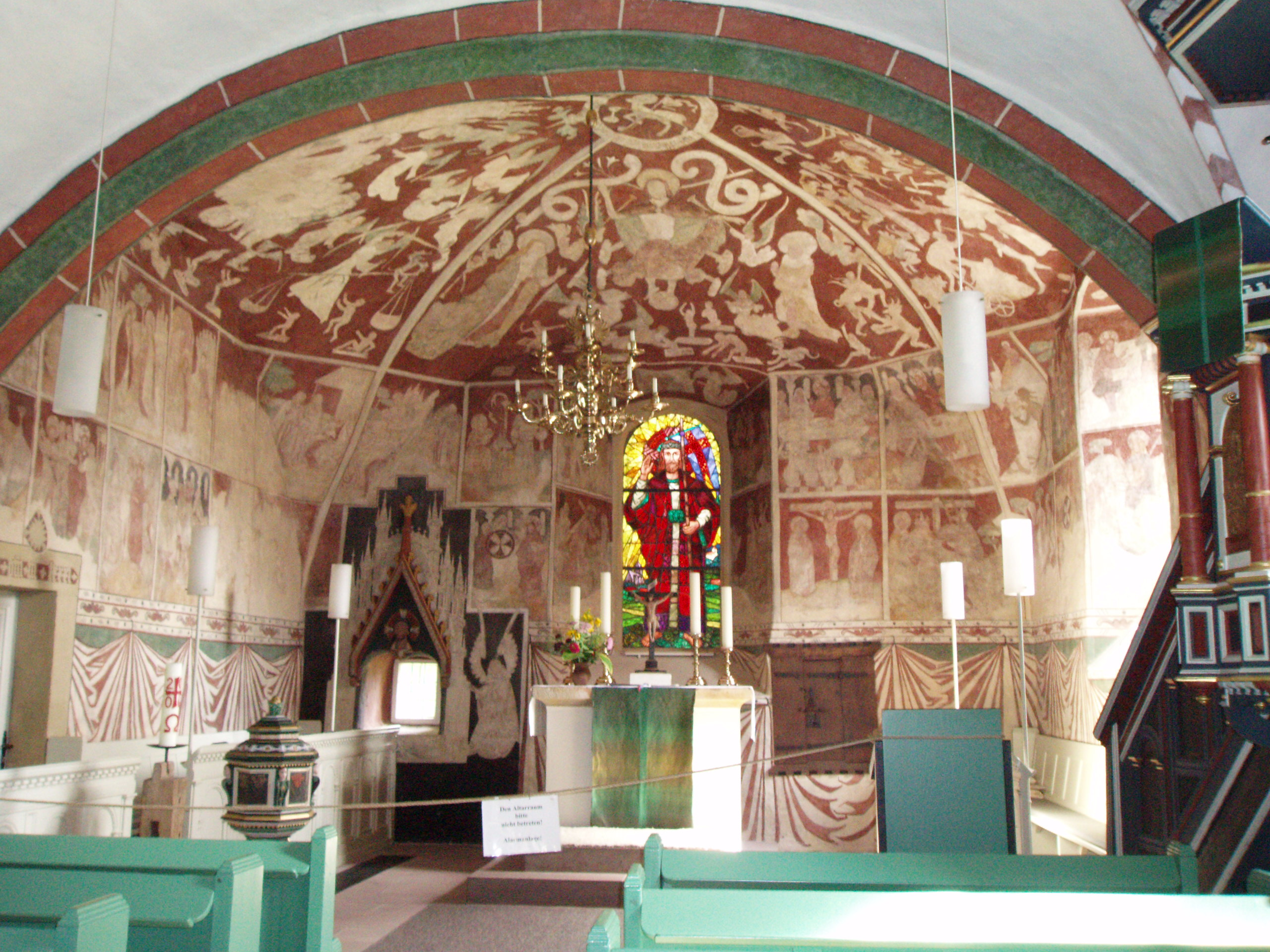
Interieur van deze kerk
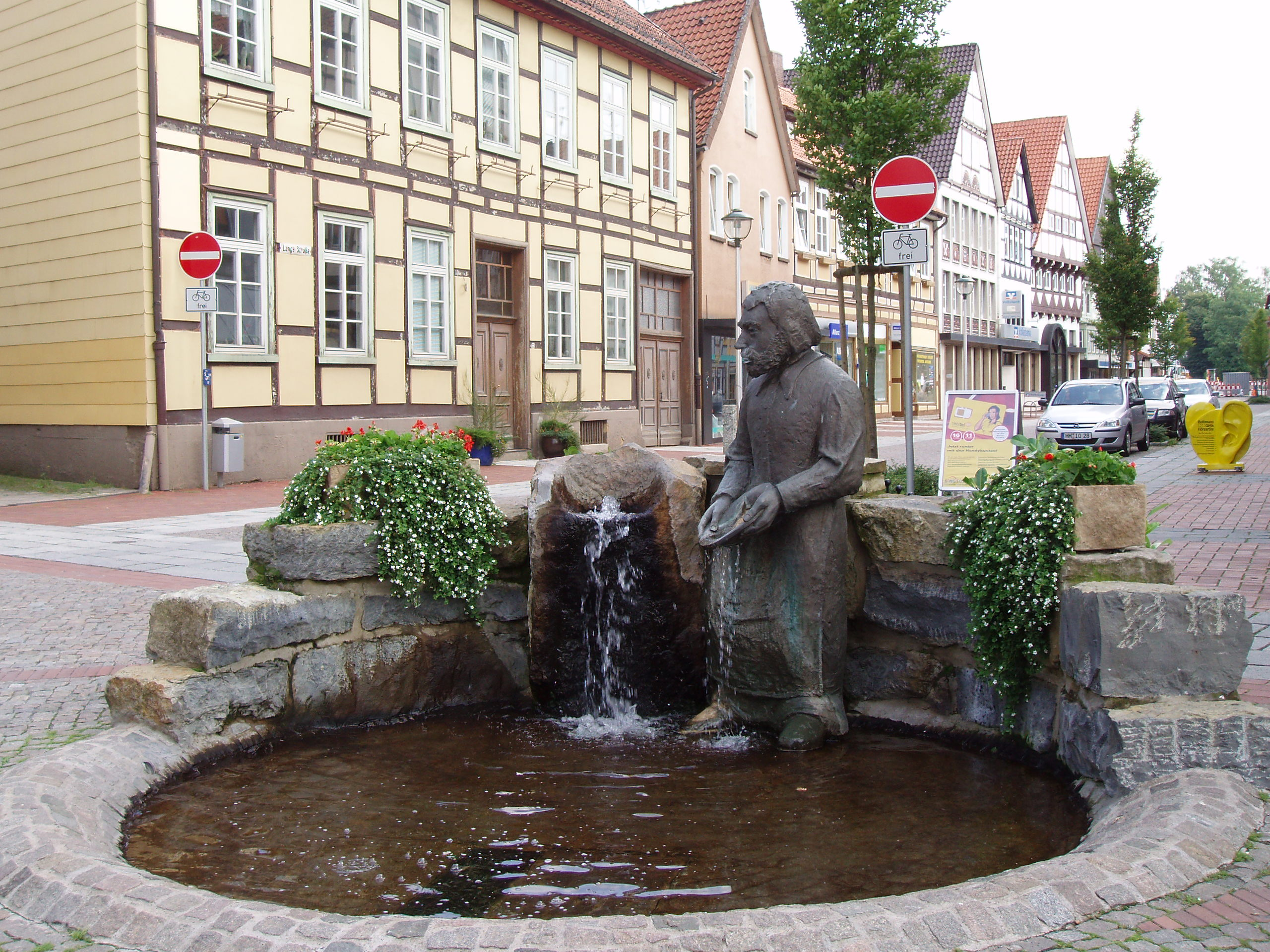
Baxmann-fontein
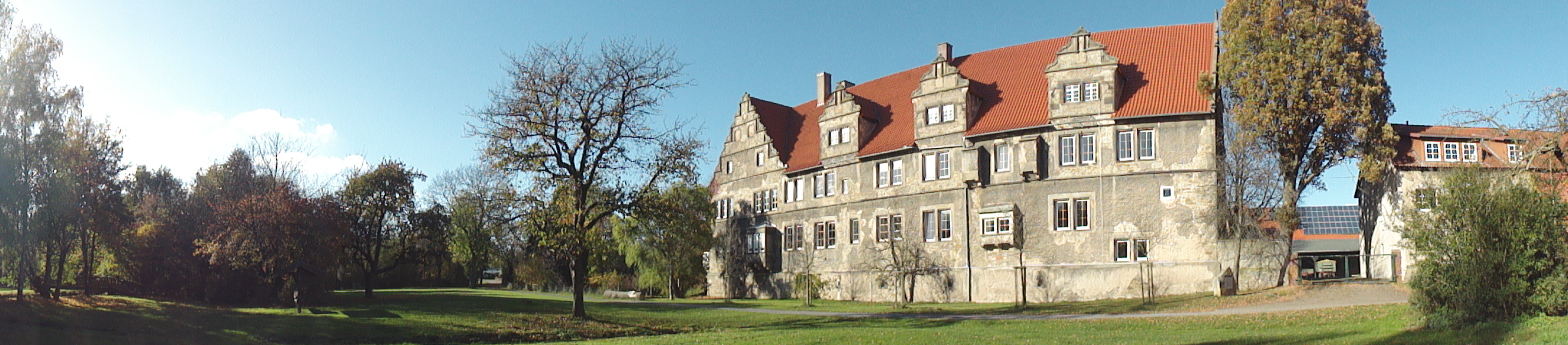
Münchhausen-kasteel
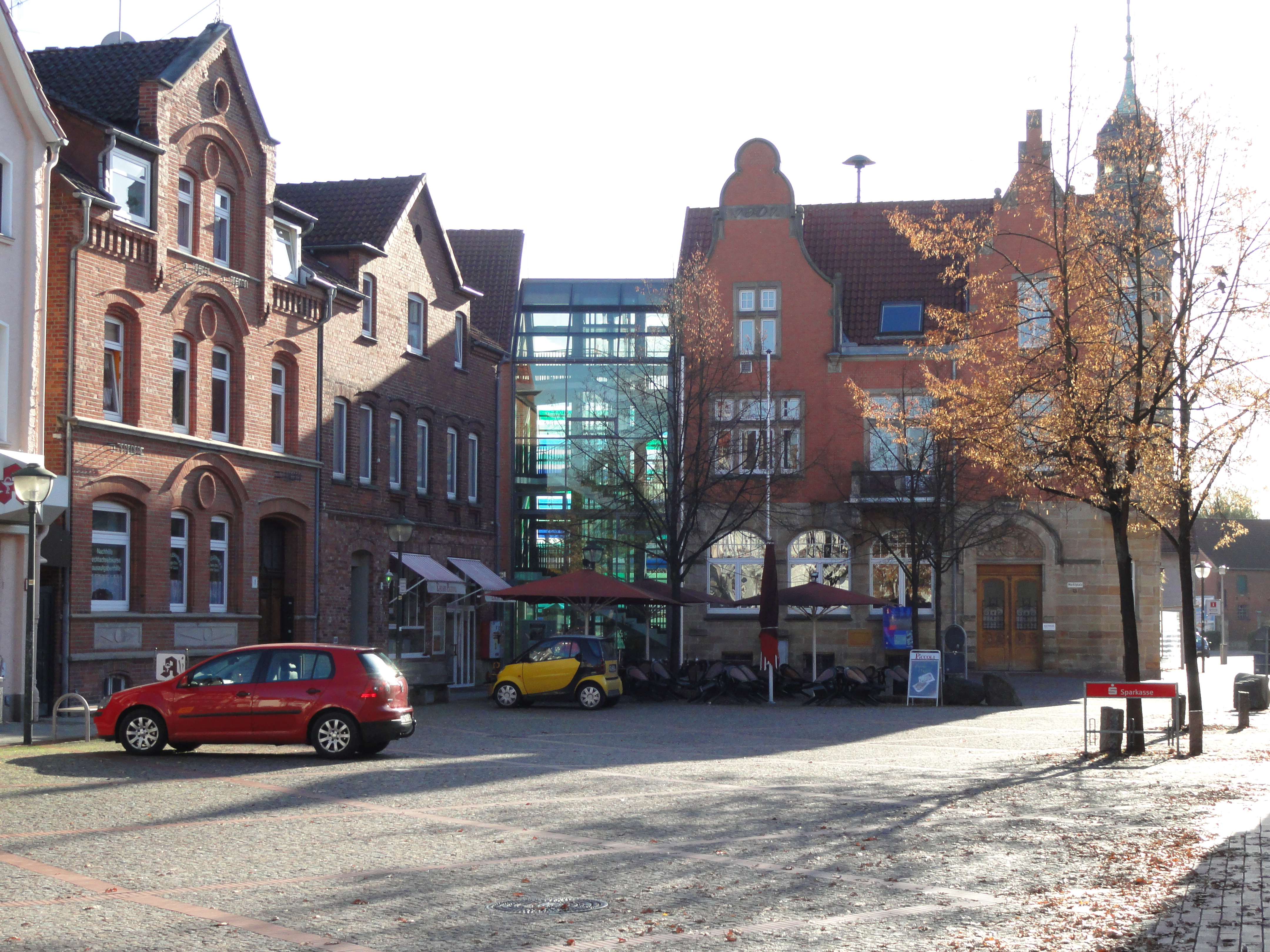
Marktplein met raadhuis
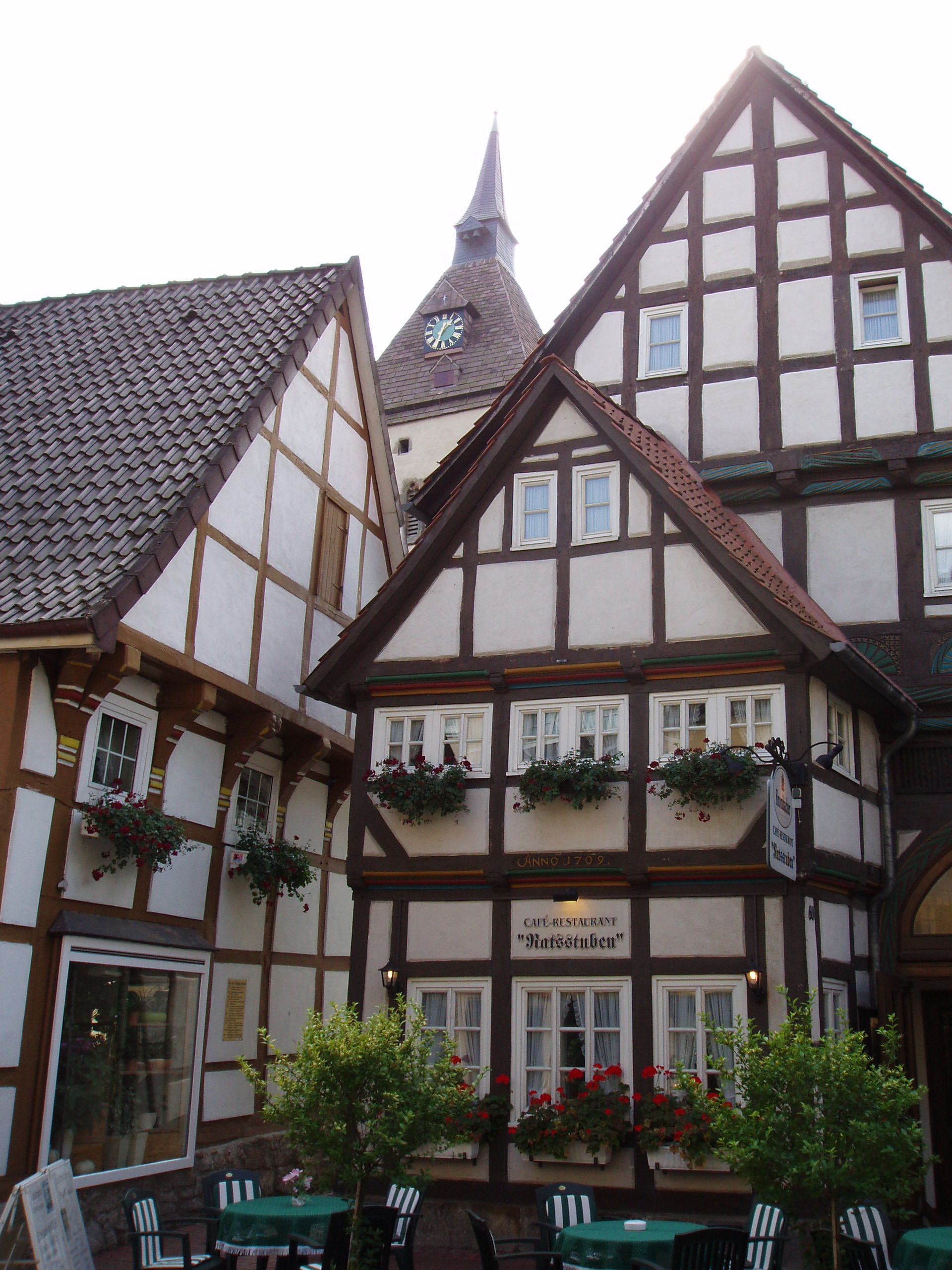
Vakwerkhuizen Lange Straße, Hessisch Oldendorf
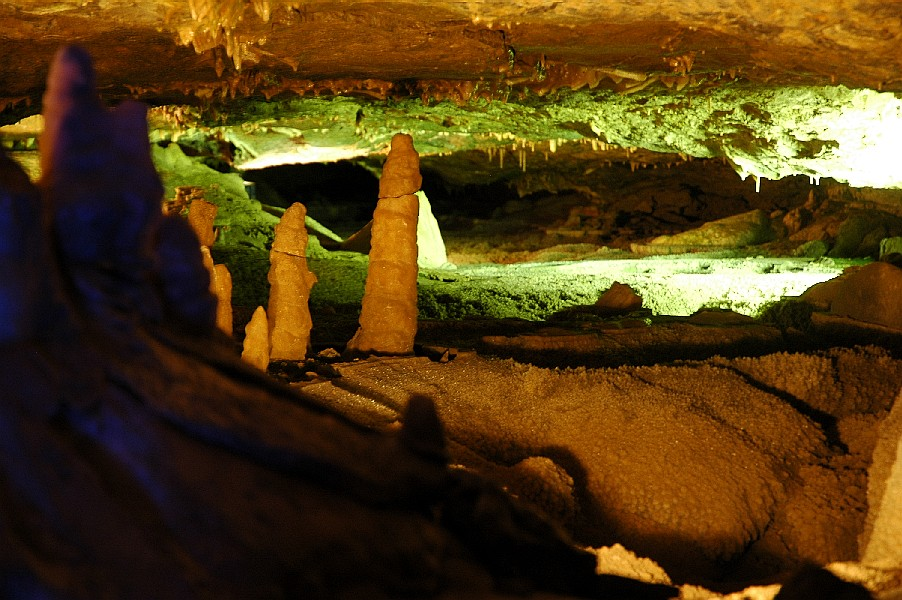
Schillathöhle

## Sport en recreatie
Door deze plaats loopt de Europese wandelroute E11. De E11 loopt van Den Haag naar het oosten, op dit moment de grens Polen/Litouwen. Ter plaatse is de route ook bekend als Wesergebirgsweg.

## Geboren
- Agnes Kant (1967), Nederlands politica

## Trivia
De Baxmann-fontein midden in de stad stelt een oudere man, Cord Baxmann, voor, die met een zeef een bron moet leegscheppen. Dit gaat terug op een oude sage uit Hessisch Oldendorf:
Cord Baxmann heeft echt bestaan. Hij werd op 23 september 1599 in Hessisch Oldendorf geboren en overleed er in 1690. Hij was koopman, stadsmuzikant en waard van de aanzienlijke horecagelegenheid Ratskeller. Hij was rijk, maar over hem werd gefluisterd, dat hij die rijkdom niet eerlijk had verkregen; en hij had de voor die tijd zeldzaam hoge leeftijd van 91 jaar bereikt; wellicht had hij zelfs wel een pact met de duivel gesloten...
Na zijn begrafenis zagen de burgers van de stad hem thuis achter zijn raam staan lachen. Na zijn tweede begrafenis, liep Baxmann gewoon met de rouwenden mee terug naar de stad. Om Baxmanns spook te verbannen, werd nu de hulp van monniken uit Paderborn ingeroepen. Dezen laadden het lichaam in de doodkist op een door vier sterke, zwarte paarden getrokken wagen, en de koets reed naar de nabije berg Hohenstein. Op de plek van de geplande begrafenis aangekomen, bleken de uitgeputte paarden in grijs-witte schimmels te zijn veranderd. Toen de koetsier -tegen de gemaakte afspraak in- naar het lijk omkeek, zag hij Baxmann nog juist vrolijk weer naar Hessisch Oldendorf terug lopen.
Andermaal werd een ban over hem uitgesproken. Ditmaal brachten de monniken hem persoonlijk  naar een bron diep in het bos op de Hohenstein. Baxmann kreeg een zeef; als hij met die zeef de bron zou hebben leeggeschept, was de ban gebroken en kon hij terugkeren. Niet lang daarna vroor tijdens een strenge winter de bron totaal dicht, en Baxmann schepte de stukken ijs over het omliggende weiland, en was opnieuw ontsnapt.
Opnieuw riepen de wanhopige Oldendorfers de monniken te hulp. Dezen spraken weer een ban over hem uit. Nu moest hij dezelfde bron leegscheppen, ditmaal met een vingerhoed. Blijkbaar kan hij daar niet in slagen, want Baxmann of zijn spook zijn nooit weer teruggezien.